# Anna Rogers
Anna Sinclair Rogers (Stamford, 21 marzo 1998) è una tennista statunitense.

## Carriera
Anna Rogers ha giocato al college alla università statale della Carolina del Nord.
In carriera ha vinto 3 titoli in singolare e 19 titoli in doppio nel circuito ITF. Il 17 luglio 2023 ha raggiunto il best ranking mondiale nel singolare, nr 537; il 16 gennaio 2023 ha raggiunto il miglior piazzamento mondiale nel doppio, nr 144.

## Statistiche ITF

### Singolare

#### Vittorie (3)
| Torneo $100.000 (0) |
| Torneo $80.000 (0)  |
| Torneo $60.000 (0)  |
| Torneo $40.000 (0)  |
| Torneo $25.000 (2)  |
| Torneo $15.000 (1)  |

| N. | Data              | Torneo                                | Superficie    | Avversaria in finale | Punteggio     |
| 1. | 26 settembre 2021 | World Tennis Tour Cancun, Cancún      | Cemento       | Christina Rosca      | 6-0, 7-6(2)   |
| 2. | 3 novembre 2024   | Norman Open, Norman                   | Cemento       | Kira Matuškina       | 6-4, 6-3      |
| 3. | 9 febbraio 2025   | Herrenschwanden Open, Herrenschwanden | Sintetico (i) | Mariam Bolkvadze     | 6-3, 3-6, 6-3 |

#### Sconfitte (1)
| Torneo $100.000 (0) |
| Torneo $80.000 (0)  |
| Torneo $60.000 (1)  |
| Torneo $40.000 (0)  |
| Torneo $25.000 (0)  |
| Torneo $15.000 (0)  |

| N. | Data            | Torneo                                    | Superficie  | Avversaria in finale | Punteggio |
| 1. | 20 ottobre 2024 | Calgary National Bank Challenger, Calgary | Cemento (i) | Rebecca Marino       | 5-7, 4-6  |

### Doppio

#### Vittorie (19)
| Torneo $100.000 (0) |
| Torneo $80.000 (0)  |
| Torneo $60.000 (5)  |
| Torneo $40.000 (3)  |
| Torneo $25.000 (8)  |
| Torneo $15.000 (3)  |

| N.  | Data              | Torneo                                            | Superficie      | Compagna              | Avversarie in finale                       | Punteggio           |
| 1.  | 20 luglio 2019    | Cancun Tennis Cup, Cancún                         | Cemento         | Adriana Reami         | Tiphanie Fiquet Justina Mikulskytė         | 7-6(1), 6-4         |
| 2.  | 2 ottobre 2021    | World Tennis Tour Cancun, Cancún                  | Cemento         | Christina Rosca       | Dasha Ivanova Lauren Proctor               | 6–2, 6-2            |
| 3.  | 9 ottobre 2021    | World Tennis Tour Cancun, Cancún                  | Cemento         | Christina Rosca       | Louise Kwong Anna Ulyashchenko             | 6-3, 6-1            |
| 4.  | 7 novembre 2021   | Women's Circuit Orlando, Orlando                  | Terra verde     | Christina Rosca       | Marine Partaud María José Portillo Ramírez | 6-3, 6-1            |
| 5.  | 19 febbraio 2022  | World Tennis Tour Cancun, Cancún                  | Cemento         | Christina Rosca       | Marija Bondarenko Darja Semeņistaja        | 6-1, 6-4            |
| 6.  | 26 febbraio 2022  | Santo Domingo Women's Open, Santo Domingo         | Cemento         | Christina Rosca       | Jasmijn Gimbrère Isabelle Haverlag         | 6-2, 6-2            |
|     | 10 aprile 2022    | Tuks International, Pretoria                      | Cemento         | Christina Rosca       | Eudice Chong Cody Wong                     | N.D.                |
| 7.  | 20 maggio 2022    | Naples Women's, Naples                            | Terra verde     | Christina Rosca       | Rasheeda McAdoo Ana Sofía Sánchez          | 6-1, 6-4            |
| 8.  | 17 settembre 2022 | Caldas da Rainha Ladies Open, Caldas da Rainha    | Cemento         | Adriana Reami         | Elysia Bolton Jamie Loeb                   | 6-4, 7-5            |
| 9.  | 22 ottobre 2022   | Mercer Tennis Classic, Macon                      | Cemento         | Christina Rosca       | Madison Brengle Maria Mateas               | 6-4, 6-4            |
| 10. | 17 giugno 2023    | Palmetto Pro Open, Sumter                         | Cemento         | Maria Mateas          | McCartney Kessler Julija Starodubceva      | 6-4, 6(3)-7, [10-6] |
| 11. | 9 marzo 2024      | Empire Women's Indoor, Trnava                     | Cemento (i)     | Isabelle Haverlag     | Liang En-shuo Tang Qianhui                 | 6-3, 4-6, [12-10]   |
| 12. | 30 marzo 2024     | BTC Murska Sobota Open, Murska Sobota             | Cemento (i)     | Francisca Jorge       | Nigina Abduraimova Jesika Malečková        | 6-4, 5-7, [10-8]    |
| 13. | 5 luglio 2024     | Torneo Internacional de Tenis de Getxo, Getxo     | Terra rossa (i) | Alana Smith           | Martha Matoula Seone Mendez                | 6-0, 7-6(7)         |
| 14. | 13 luglio 2024    | Seixal Ladies Open, Corroios                      | Cemento         | Martyna Kubka         | Matilde Jorge Elena Micic                  | 6-1, 6-4            |
| 15. | 26 ottobre 2024   | Challenger Banque Nationale de Saguenay, Saguenay | Cemento (i)     | Dalayna Hewitt        | Magali Kempen Lara Salden                  | 6-1, 7-5            |
| 16. | 9 novembre 2024   | Women's UMiami, Miami                             | Cemento         | Kayla Cross           | Aya El Aouni Olivia Lincer                 | 7-5, 6-4            |
| 17. | 23 novembre 2024  | MNO Tennis Series, Boca Raton                     | Terra verde     | Alicia Herrero Liñana | Marija Kononova Marija Kozyreva            | 6-2, 6-1            |
| 18. | 25 gennaio 2025   | Lexus British Pro Series Sunderland, Sunderland   | Cemento (i)     | Amelia Rajecki        | Park So-hyun Cody Wong                     | 2-6, 6-3, [10-8]    |
| 19. | 21 febbraio 2025  | Lexus British Pro Series Manchester, Manchester   | Cemento (i)     | Ariana Arseneault     | Weronika Falkowska Martyna Kubka           | 6(5)-7, 6-1, [10-8] |

#### Sconfitte (9)
| Torneo $100.000 (0) |
| Torneo $80.000 (1)  |
| Torneo $60.000 (3)  |
| Torneo $40.000 (2)  |
| Torneo $25.000 (3)  |
| Torneo $15.000 (0)  |

| N. | Data            | Torneo                                           | Superficie  | Compagna              | Avversarie in finale                   | Punteggio         |
| 1. | 16 gennaio 2022 | Vero Beach International Tennis Open, Vero Beach | Terra verde | Christina Rosca       | Sophie Chang Allie Kiick               | 3-6, 3-6          |
| 2. | 2 dicembre 2022 | Aberto da República, Rio de Janeiro              | Terra rossa | Christina Rosca       | Ingrid Gamarra Martins Francisca Jorge | 4-6, 3-6          |
| 3. | 28 ottobre 2023 | Christus Health Pro Challenge, Tyler             | Cemento     | Alana Smith           | Amelia Rajecki Abigail Rencheli        | 5-7, 6-4, [14-16] |
| 4. | 11 maggio 2024  | Florida's Sports Coast Open, Zephyrhills         | Terra verde | Alana Smith           | Justina Mikulskytė Christina Rosca     | 4-6, 4-6          |
| 5. | 20 luglio 2024  | Porto Open, Porto                                | Cemento     | Kateryna Volodko      | Arianne Hartono Prarthana Thombare     | 3–6, 4–6          |
| 6. | 26 luglio 2024  | Open Castilla y León, Segovia                    | Terra rossa | Alexandra Osborne     | Lia Karatančeva Radka Zelníčková       | 6-2, 3-6, [3-10]  |
| 7. | 16 agosto 2024  | Ciudad de Ourense, Ourense                       | Cemento     | Matilde Jorge         | Martyna Kubka Lara Salden              | 6-3, 3-6, [8-10]  |
| 8. | 12 ottobre 2024 | Edmonton National Bank Challenger, Edmonton      | Cemento (i) | Jessica Failla        | Kayla Cross Maribella Zamarripa        | 3-6, 1-6          |
| 9. | 24 maggio 2025  | Pelham Racquet Club Pro Classic, Pelham          | Terra verde | Alicia Herrero Liñana | Madeleine Brooks Petra Hule            | 1-6, 6(4)-7       |